# Румен Цанев
 Тази статия е за биолога.  За дипломата, вижте Румен Цанев (дипломат).  
Румен Георгиев Цанев е български молекулярен биолог, академик на БАН. Изследва ролята на нуклеиновите киселини в процесите на пролиферация, диференциация и злокачествено израждане на клетките. Известен е с изследванията си върху молекулярната организация на генетичния апарат – нуклеозомите и хроматина. Поставя началото на молекулярната биология в България.

## Произход и образование
Румен Цанев е роден на 5 октомври 1922 година в София в семейството на литературния критик и историк академик Георги Цанев и поетесата Пенка Цанева-Бленика. Неговата сестра Милена Цанева е литературен историк и член-кореспондент на БАН.
През 1941 г. Румен Цанев завършва с отличие Първа мъжка гимназия в София със специална награда по математика. Следва медицина в Медицинския факултет на Софийския университет „Св. Климент Охридски“. Завършва като лекар през 1946 г., но решава да се занимава с научни изследвания в областта на биологията. Има специализация по биохимия и радиохимия в Будапеща, Унгария (1954), Москва, СССР, (1957) и Центъра за ядрени изследвания Сакле, Франция (1963)

## Научна работа и кариера
Румен Цанев става асистент на известния генетик академик Дончо Костов в новооснования Институт по приложна биология и развитие на организмите. Организира нова лаборатория по цитохимия и започва изследвания върху нуклеиновите киселини в клетките. След смъртта на Дончо Костов през 1949 г. ръководи Лаборатория по цитология и цитохимия в обединения Институт по биология, ръководен от академик Методи Попов. Става старши научен сътрудник през 1954 г.
През 1960 г. Лабораторията по цитология и цитохимия се отделя като Централна биохимична лаборатория на БАН (ЦБХЛ) с директор Румен Цанев. През 1972 г. ЦБХЛ прераства в Институт по биохимия, а през 1977 г. се преименува в Институт по молекулярна биология.
Румен Цанев е избран за професор и въвежда лекционни курсове по молекулярна биология в Биологическия факултет на Софийския университет „Св. Климент Охридски“ („Молекулярна биология“ и „Молекулни основи на ембрионалното развитие“). Избран е за член-кореспондент на БАН през 1974 г. и за академик през 1979 г.
Той е твърдо убеден в необходимостта от въвеждане на химически, физически и математически методи в биологията. Привлича в ЦБХЛ талантливи сътрудници за работа върху ролята на нуклеиновите киселини: лекари (д-р Георги Марков – неговият пръв сътрудник, д-р Асен Хаджиолов), биохимици (Тодор Николов), химици (Александър Спасов, Евгени Головински) и физици (Дончо Стайнов). Това са все бъдещи видни български учени. Колективът е ентусиазиран и сплотен и изследванията получават международно признание. Румен Цанев остава директор на ИМБ до 1994 г. и продължава да работи там до края на живота си. От 2008 г. Институтът по молекулярна биология носи неговото име.

## Изследвания и приноси
Румен Цанев дава началото на изследванията по молекулярна биология в България. Поставя фундаментални въпроси върху ролята на нуклеиновите киселини и функцията на генетичния апарат при пролиферация, диференциация и злокачествено израждане на клетките. 

### Фундаментални приноси
Ранните изследвания на Румен Цанев започват върху малко известната роля на РНК в клетките при висшите организми. Поради липса на модерни методи и скъпа апаратура за работа той създава оригинални методи за нуклеинови киселини в клетките. С Георги Марков публикуват методика за спектрофотометрично оценяване на ДНК и РНК в тъкани. Първи показва фракциониране на РНК чрез електрофореза в гел от агар-агар, заедно с Дончо Стайнов. Разработват уникален апарат – спектрофотометър за гел електрофореза. С него става възможно да се анализират индивидуалните класове РНК. Други лаборатории започват да използват този метод, а институтът в София получава широка известност. Сега електрофорезата в гел е рутинна техника в молекулярната биология. 
Регулацията и активността на гените при висшите организми са основната тематика на Румен Цанев. Заедно с математика Благовест Сендов създава математически модел за регулация на мрежи от гени в клетките при репликация, диференциация и карциногенеза.  Компютърните симулации показват нелинейни взаимоотношения в генома с критично значение за основни биологични процеси – развитие на организмите, еволюция, изчезване на биологични видове и възникване на нови. Пръв изказва хипотезата за съществуването на епигенетична информация в ДНК на еукариотните клетки, осъществявана от хистоните – хистонов код.  Тази оригинална ранна хипотеза се появява отново 30 години по-късно.
Почти три десетилетия експерименталната работа на Румен Цанев е посветена на изучаване на структурата и функцията на хроматина. Убеден е, че това е основата на клетъчната диференциация и канцерогенезата.  Той и неговите сътрудници се концентрират върху епигенетичната роля на хистоните и на нехистоновите белтъци в хроматина и нуклеозомите. Публикуват много оригинални изследвания върху структурата на хроматина и пространствената организация на нуклеозомата; предаването на следващото поколение на нуклеозомите при репликацията на ДНК; еволюционно консервативните нехистонови белтъци, свързани с ДНК; ролята на хистон H1 в хроматина; поведението на нуклеозомите при транскрипция. 

### Приложни приноси
Румен Цанев търси да намери приложение на резултатите от своите изследвания в различни области на медицината, особено тези, свързани с раковите заболявания. Ранните изследвания на РНК в клетките показват възможността за лекуване на труднозарастващи рани, специално при пациенти след лъчетерапия. Създава се лекарствен препарат (патент „Рибовазан“).
През 80-те години на ХХ век развитието на молекулярната биология стига до момент, когато получените резултати могат да се приложат на практика. Румен Цанев настоява ИМБ да се включи към генно-инженерни приложни изследвания. Участва с оригинални приноси в създаването на генно-инженерен човешки гама-интерферон. Изследва гама-интерферона в клетките и използването му за лечение (европейски патент „Гамаферон“). Заедно с Иван Иванов издават една от най-пълните монографии посветена на гама-интерферона.

## Обществена и литературна дейност
През всичките години Румен Цанев дава интервюта за вестници и списания относно важни научни открития, представляващи интерес за обществото: наследственост и гени, рак, рекомбинантна технология, клониране и пр. 
Под псевдонима Андрей Павлов превежда две поеми на Маяковски („Облак в гащи“ и „Флейта-гръбнак“), публикувани в сборник и издава две детски книжки. Под свое име превежда от немски една от най-значимите творби на Гьоте – „Фауст“ (тринадесети превод на български език).  Авторската му лирика е събрана в две стихосбирки.  Пише предговор към романа „Белите одежди “ на Дудинцев, описващ атмосферата в науката в периода на култа към личността след Августовската сесия на ВАСХНИЛ. 

## Международно признание
Румен Цанев е бил член на редколегиите на международните научни списания Neoplasma (1962 – 1974), Journal of Theoretical Biology (1970 – 1980), European Journal of Biochemistry (1972 – 1977) и Cell Differentiation (1978 – 1983).
Бил е рецензент по Програмата за технологичен трансфер на Международния съюз за борба с рака (International Cancer Research Technology Transfer Program, ICRETT).
В продължение на 15 години Румен Цанев е бил представител на България в Международната координационна комисия по Химия и биохимия на нуклеиновите киселини към Академиите на науките на бившите социалистически страни. След това – в Координационната комисия по молекулярна биология, както и представител на България в Съвета на СИВ по биотехнология.
Бил е член на Съвета на Европейската група за изучаване на клетъчната пролиферация (European Study Group on Cell Proliferation, ESGCP) и на Международната организация за изследване на клетката към ЮНЕСКО (International Cell Research Organization, ICRO).
Румен Цанев организира международни срещи и симпозиуми в България. Става член на Националния съвет на ЮНЕСКО в България. Той е основател и член на Балканския съюз по онкология (Balkan Union of Oncology, BUON), Атина 1995 и на Университета по молекулярна биология и микробиология на ЮНЕСКО в Йерусалим, 1995.
През 1969/70 г. е избран за чуждестранен член на колежа „Чърчил“ в Кеймбридж, Обединено кралство Великобритания и Северна Ирландия. Бил е чуждестранен член на бившата Чехословашка академия на науките. През 1989 г. е избран за член на Европейската академия (Academia Europaea). 

## Награди и отличия
Орден „Св. св. Кирил и Методий“, 1968 г.
Лауреат на „Димитровска награда“ – за изследванията в областта на математическото моделиране на регулаторните механизми на клетъчното деление, 1969 г.
Награда „Асен Златаров“ за химически и биологически науки на Президиума на БАН и Софийския университет „Св. Климент Охридски“, за оригинални научни приноси върху структурата на хроматина (с колектив), 1978 г.
„Заслужил деятел на науката", 1982 г.
Орден „Народна република България“, първа степен, 1982 г.
Годишна награда на БАН за биологически науки за 1994 г.
Почетен знак на БАН „Марин Дринов“, 2002 г.

## Семейство
Съпруга на Румен Цанев е Николина Цанева – лекар и физиолог, изследва умора и сън при работещите. Имат две дъщери – Ирина (молекулярен биолог) и Светла (физик, реставратор).

## Памет
На академик Румен Цанев е наречена улица в кварталите „Младост 3“ и „Младост 4“ в София (Карта).

## Избрана библиография
Румен Цанев има публикувани монографии и глави от книги, както и над 200 научни статии в международни научни списания.

### Книги, глави, монографии
Цанев Р.Г., Марков Г.Г. (1964). Биохимия клеточного деления (перевод с болгарского). „Медицина“, Москва.
Monroy, A., & Tsanev, R. (1973). Biochemistry of cell differentiation. Proceedings of the 7th Meeting of the Federation of European Biochemical Societies at Varna, 1971. Academic Press, London and New York. ISBN 0-12-504 850 – 5
Tsanev, R. (1975). Cell cycle and liver function. In Cell cycle and cell differentiation (pp. 197 – 248). Springer, Berlin, Heidelberg.
Tsanev, R. (1978). The substructure of nucleosomes (pp. 103 – 133). The Cell Nucleus, Vol. IV. Academic Press. ISBN 0-147604-9
Tsanev, R. (1980). Role of histones in cell differentiation. In: Eukaryotic gene regulation (G.M. Kolodny, ed.), CRC Press, pp. 57 – 112.
Tsanev, R., & Tsaneva, I. (1986). Molecular organization of chromatin as revealed by electron microscopy. Methods and achievements in experimental pathology, 12, 63 – 104.
Tsanev, R. G., Russev, G., Pashev, I., & Zlatanova, J. S. (1992). Replication and transcription of chromatin. CRC Press. ISBN 0-8493-6803-0
Tsanev, R. G., & Ivanov, I. (2001). Immune interferon: properties and clinical applications. CRC Press. ISBN 978-0-8493-1148-2

### Статии
Румен Цанев има над двеста научни статии в международни списания. Статиите могат да се видят в специализираната търсачка на научна литература Google Наука. Те са публикувани самостоятелно или заедно със сътрудници – Георги Марков Дончо Стайнов Благовест Сендов Мариана Дабева Белчо Белчев Георги Русев Христо Венков Лалю Джонджуров Йорданка Златанова Илия Пашев Зоя Аврамова Николай Киров Стефан Нончев Иван Иванов Константин Чипев и други.